# Oxydia transfindens
Oxydia transfindens är en fjärilsart som beskrevs av Walker 1860. Oxydia transfindens ingår i släktet Oxydia och familjen mätare. Inga underarter finns listade i Catalogue of Life.